# 健牌
健牌（英語：KENT）是英美煙草旗下的一個香煙品牌。

## 背景
- 1952年在美國推出。一般認為是世界上第一支帶過濾嘴的捲煙，但有一種觀點認為，誕生於1931年的議會才是第一支帶過濾嘴的捲煙
- 品牌名稱Kent以Roliad Tobacco的前總裁Herbert Kent的名字命名。

## 產品

### SPARK
SPARK是一種通過捏碎濾嘴中的膠囊，從而令普通口味變成薄荷或其他口味的香煙產品。

### S-SERIES/Superslim
S系列屬於超薄系列，歸類為幼煙，統一直徑約5毫米，長度約100毫米的尺寸。在日本幼煙界別，Kent S系列銷量為第一。